# Artur Felix
Artur Felix, również Arthur Felix (ur. 3 kwietnia 1887 w Andrychowie, zm. 17 stycznia 1956 w Wielkiej Brytanii) – polski bakteriolog, serolog żydowskiego pochodzenia.

## Życiorys
Urodził się 3 kwietnia 1887 w Andrychowie. Jego ojciec, Teodor Felix, prowadził w mieście farbiarnię tkanin. Ojciec wysłał Artura na studia chemiczne do Wiednia, mając nadzieję, że po ich ukończeniu syn pomoże rozwinąć działalność przedsiębiorstwa. Po ukończeniu studiów, z tytułem doktora, Artur Felix powrócił na Andrychowa i przez pewien czas pracował w zakładzie włókienniczym. Następnie wyjechał do Wiednia i rozpoczął studia mikrobiologiczne.
W 1915 roku Felix i Edmund Weil pracowali jako lekarze wojskowi w laboratorium terenowym c. i k. Armii w Sokalu. Badając mocz chorych na tyfus odkryli znajdujące się w nim prątki. Na podstawie tych badań pracowali test Weil-Felixa diagnozujący chorobę tyfusu plamistego i brzusznego. Wynaleziona przez nich metoda stosowana jest w medycynie do dziś.
Po I wojnie światowej wyemigrował do Wielkiej Brytanii i rozpoczął pracę w Lister Institute of Preventive Medicine w Bushey. W latach 1927–1945 pracował w Centrum Medycznym Hadassa w Jerozolimie. W 1943 r. został przyjęty jako członek do Królewskiego Stowarzyszenia Naukowego (Royal Society).
W 1934 roku zidentyfikował antygen Vi. Odkrycia tego dokonał we współpracy z Margaret Pitt. Pitt była współautorką wielu publikacji Artura, jednak w ówczesnych czasach jako kobieta nie mogła uzyskać uznania jako naukowiec.
Dla uwiecznienia jego zasług Instytut Bakteriologiczny Ministerstwa Zdrowia w Abu Kabir nosi jego imię.